# ويتني ديلان
ويتني ديلان (بالإنجليزية: Whitney Dylan)‏ هي ممثلة أمريكية، ولدت في 16 أغسطس 1976 في ممفيس في الولايات المتحدة.

## وصلات خارجية
- ويتني ديلان على موقع IMDb (الإنجليزية)
- ويتني ديلان على موقع قاعدة بيانات الفيلم (الإنجليزية)